# Rally Cycling/Saison 2021
Dieser Artikel beschreibt die Mannschaft und die Siege des Radsportteams Rally Cycling in der Saison 2021.

## Siege
| Siege    | Siege                                                      | Siege                  | Siege  | Siege           | Siege |
| Datum    | Rennen                                                     | Staat                  | Klasse | Sieger          |       |
| -------- | ---------------------------------------------------------- | ---------------------- | ------ | --------------- | ----- |
| 11. Apr. | Türkei-Rundfahrt, 1. Etappe                                | Türkei                 | 2.Pro  | Arvid de Kleijn |       |
| 20. Jun. | US-amerikanische Meisterschaften, Straßenrennen der Männer | Vereinigte Staaten     | CN     | Joey Rosskopf   |       |
| 6. Aug.  | Portugal-Rundfahrt, 2. Etappe                              | Portugal               | 2.1    | Kyle Murphy     |       |
| 11. Aug. | Portugal-Rundfahrt, 6. Etappe                              | Portugal               | 2.1    | Ben King        |       |
| 13. Aug. | Portugal-Rundfahrt, 8. Etappe                              | Portugal               | 2.1    | Kyle Murphy     |       |
| 13. Aug. | Dänemark-Rundfahrt, 4. Etappe                              | Dänemark               | 2.Pro  | Colin Joyce     |       |
| 6. Sep.  | Tour of Britain, 2. Etappe                                 | Vereinigtes Königreich | 2.Pro  | Robin Carpenter |       |
| 1. Okt.  | Route Adélie                                               | Frankreich             | 1.1    | Arvid de Kleijn |       |

## Kader
| Teamkader 2021                                         | Teamkader 2021     | Teamkader 2021     | Teamkader 2021                        |
| Name                                                   | Geburtsdatum       | Land               | Vorheriges Team                       |
| ------------------------------------------------------ | ------------------ | ------------------ | ------------------------------------- |
| Stephen Bassett                                        | 27. März 1995      | Vereinigte Staaten | Wildlife Generation p/b Maxxis (2019) |
| Rob Britton                                            | 22. September 1984 | Kanada             | SmartStop (2015)                      |
| Nathan Brown                                           | 7. Juli 1991       | Vereinigte Staaten | EF Education First (2019)             |
| Robin Carpenter                                        | 20. Juni 1992      | Vereinigte Staaten | Holowesko Citadel Racing Team (2017)  |
| Pier-André Côté                                        | 24. April 1997     | Kanada             | Silber Pro Cycling (2018)             |
| Matteo Dal-Cin                                         | 14. Januar 1991    | Kanada             | Silber Pro Cycling (2016)             |
| Arvid de Kleijn                                        | 21. März 1994      | Niederlande        | Riwal Securitas (2020)                |
| Adam de Vos                                            | 21. Oktober 1993   | Kanada             | H&R Block (2015)                      |
| Colin Joyce                                            | 6. August 1994     | Vereinigte Staaten | Axeon-Hagens Berman (2016)            |
| Ben King                                               | 22. März 1989      | Vereinigte Staaten | NTT Pro Cycling (2020)                |
| Gavin Mannion                                          | 24. August 1991    | Vereinigte Staaten | UnitedHealthcare (2018)               |
| Kyle Murphy                                            | 5. Oktober 1991    | Vereinigte Staaten | Cylance (2017)                        |
| Emerson Oronte                                         | 29. Januar 1990    | Vereinigte Staaten |                                       |
| Joey Rosskopf                                          | 5. September 1989  | Vereinigte Staaten | CCC Team (2020)                       |
| Magnus Sheffield (1. Jan.–18. Aug.)                    | 19. April 2002     | Vereinigte Staaten | Hot Tubes Cycling (2020)              |
| Keegan Swirbul                                         | 2. September 1995  | Vereinigte Staaten | Ljubljana Gusto Santic (2020)         |
| Nickolas Zukowsky                                      | 3. Juni 1998       | Kanada             | Floyd's Pro Cycling (2019)            |
| Charles-Étienne Chrétien (1. Aug.–31. Dez., Stagiaire) | 16. Juni 1999      | Kanada             | Aevolo (2020)                         |
| Riley Sheehan (1. Aug.–31. Dez., Stagiaire)            | 16. Juni 2000      | Vereinigte Staaten | Sojasun espoir-ACNC (2021)            |
| Raphaël Parisella (1. Aug.–31. Dez., Stagiaire)        | 23. Oktober 2002   | Kanada             |                                       |
|                                                        |                    |                    |                                       |
| Quelle: ProCyclingStats                                |                    |                    |                                       |